# Сос од брусница
Сос од брусница или џем од бруснице је сос или посластица направљена од брусница, која се обично служи као зачин или прилог уз вечеру за Дан захвалности у Северној Америци и Божићну вечеру у Уједињеном Краљевству и Канади. Постоје разлике у укусу у зависности од простора где се сос прави: у Европи је углавном благо киселкастог укуса, док је у Северној Америци типично јаче заслађен.

## Историја
Рецепт за сос од бруснице појављује се у издању American Cookery Амелије Сajмонс из 1796. године, првој познатој куварици чији је аутор Американац.
Иако су ходочасници можда знали за дивље бруснице које расту у области Масачусетског залива, мало је вероватно да би сос од бруснице био међу јелима која се сервирају на првом оброку за Дан захвалности. Бруснице се не помињу ни у једном примарном извору о првом оброку за Дан захвалности. Једине намирнице које се помињу су индијски кукуруз, дивља ћуретина, птице и дивљач. Остало остаје питање спекулација међу историчарима хране. Иако се надеви не помињу у примарним изворима, то је био уобичајен начин припреме птица за трпезу у 17. веку. Бруснице су можда коришћене у рецептима за пуњење, али је мало вероватно да би од њих направљен џем јер је шећера било веома мало.
Сос од бруснице је први пут понуђен потрошачима у Северној Америци 1912. године у Хансону, Масачусетс. Конзервирани сос од бруснице појавио се на тржишту 1941. године, што је омогућило продају производа током целе године. Сос од бруснице се може користити са разним врстама меса, укључујући ћуретину, свињетину, пилетину и шунку.
Сос од бруснице се често једе заједно са ћурком за Божић у Уједињеном Краљевству и Канади или за Дан захвалности у Сједињеним Државама и Канади, а тамо се само ретко једе или сервира у другим контекстима.

## Припрема
Најосновнији сос од бруснице се састоји од брусница куваних у шећерној води док бобице не пукну и смеса се згусне. Неки рецепти укључују и друге састојке као што су исецкани бадеми, сок од поморанџе, кора од поморанџе, ђумбир, јаворов сируп, порто или цимет.
- Припрема соса од бруснице код куће
- Домаћа тегла соса од бруснице

## Комерцијална продаја
Комерцијални сос од бруснице може бити лабав и незгуснут, или кондензован или желе и заслађен различитим састојцима. Желати облик се може извући из конзерве на јело и послужити нарезан или нетакнут за резање за столом.
- У ресторану се служи сос од бруснице
- Желе од бруснице из конзерве
- Желе од бруснице из конзерве, нарезане